# Каравай (Якшур-Бодьїнський район)
Карава́й (рос. Каравай) — присілок в Якшур-Бодьїнському районі Удмуртії, Росія.
Населення — 29 осіб (2010; 45 в 2002).
Національний склад (2002):
- удмурти — 82 %